# Заводоуковский район
Заводоуковский район — административно-территориальная единица (район) в Тюменской области России.
В границах района и райцентра в рамках организации местного самоуправления с 2005 года находится Заводоуковский городской округ.
Административный центр — город Заводоуковск (в район не входит как город областного значения с 1992 года).

## География
Заводоуковский район расположен в юго-восточной части Тюменской области. Граничит с Упоровским, Ялуторовским, Юргинским, Омутинским и Армизонским районами области. Площадь территории — 2,8 тыс. км².
По территории района протекает река Тобол и правый приток Тобола — река Ук. Много небольших озёр. К наиболее ценным природным ресурсам района относятся сельскохозяйственные угодья и лес.

## Население
| 1970    | 1979    | 1989    | 2002    | 2009    | 2010    | 2011    |
| ------- | ------- | ------- | ------- | ------- | ------- | ------- |
| 49 704  | ↘43 474 | ↗49 304 | ↘22 708 | ↘20 697 | ↗21 101 | ↗21 182 |
| 2012    | 2013    | 2014    | 2015    | 2016    | 2017    | 2018    |
| ↘20 739 | ↘20 594 | ↗20 798 | ↗20 964 | ↗21 032 | ↘20 954 | ↘20 772 |
| 2019    | 2020    | 2021    |         |         |         |         |
| ↘20 392 | ↘20 226 | ↗20 526 |         |         |         |         |

## История
Заводоуковский район образован на основании Указа Президиума Верховного Совета РСФСР от 12 января 1965 года в следующем составе: г. Заводоуковск, 3 рабочих посёлка (Лебедевка, Лесной, Новый Тап) и 25 сельсоветов из Ялуторовского и Омутинского районов: Бигилинский, Буньковский, Видоновский, Емуртлинский, Ингалинский, Колесниковский, Коркинский, Крашенинский, Лыбаевский, Нижнеманайский, Николаевский, Новозаимский, Падунский, Пушкарёвский, Пятковский, Скородумский, Совхозный, Сосновский, Старозаимский, Суерский, Сунгуровский, Упоровский, Хорзовский, Шестаковский, Шиликульский.
15 сентября 1965 года образован Тумашовский сельсовет, Сунгуровский сельсовет упразднён. 5 ноября 1965 года Пушкарёвский сельсовет переименован в Бызовский. 30 декабря 1966 года во вновь образованный Упоровский район переданы Буньковский, Бызовский, Видоновский, Емуртлинский, Ингалинский, Коркинский, Крашенинский, Нижнеманайский, Николаевский, Пятковский, Скородумский, Суерский и Упоровский сельсоветы. 8 января 1968 года образован Боровинский сельсовет. 24 января 1968 года Хорзовский сельсовет переименован в Першинский. 19 октября 1968 года образован п. Комсомольский в черте г. Заводоуковска. 9 января 1969 года образован Гилевский сельсовет. Шиликульский сельсовет упразднён. 9 декабря 1970 года рабочие посёлки Лебедёвка, Лесной и Новый Тап переданы в Юргинский район. 12 января 1971 года р.п. Лебедёвка вновь вошёл в состав Заводоуковского района. 5 ноября 1984 года образован Дроновский сельсовет.
23 марта 1992 года Заводоуковск получил статус города областного подчинения и был выведен из состава района.
18 января 1995 года посёлок Комсомольский был выделен из г. Заводоуковска и отнесён к категории сельских населённых пунктов.
27 ноября 1997 года рабочий посёлок (посёлок городского типа) Лебедёвка преобразован в село, образован Лебедёвский сельсовет.
1 января 2005 года в рамках организации местного самоуправления в границах Заводоуковского района и города Заводоуковска было образовано единое муниципальное образование — Заводоуковский городской округ.
Административно-территориальная единица Заводоуковский район сохранила свой статус.

## Населённые пункты
В состав района входят 46 сельских населённых пунктов.
| №  | Населённый пункт | Тип населённого пункта | Население |
| -- | ---------------- | ---------------------- | --------- |
| 1  | Бигила           | село                   | 579       |
| 2  | Боровинка        | село                   | 719       |
| 3  | Гилёво           | село                   | 686       |
| 4  | Горюново         | село                   | 479       |
| 5  | Дронова          | деревня                | 455       |
| 6  | Зерновой         | посёлок                | 51        |
| 7  | Каменка          | деревня                | 63        |
| 8  | Карасье          | деревня                | 8         |
| 9  | Колесниково      | село                   | 999       |
| 10 | Комарова         | деревня                | 109       |
| 11 | Комиссарово      | село                   | 53        |
| 12 | Комсомольский    | посёлок                | 810       |
| 13 | Кошелева         | деревня                | 109       |
| 14 | Красная          | деревня                | 155       |
| 15 | Криволукский     | посёлок                | 2         |
| 16 | Лебедёвка        | посёлок                | ↘1446     |
| 17 | Лесной           | посёлок                | 284       |
| 18 | Марково          | село                   | 142       |
| 19 | Мичуринский      | посёлок                | 497       |
| 20 | Нижнеингал       | деревня                | 186       |
| 21 | Новая Заимка     | село                   | ↗4210     |
| 22 | Новозаимская     | деревня                | 173       |
| 23 | Новолыбаево      | село                   | 925       |
| 24 | Озерки           | посёлок                | 254       |
| 25 | Падун            | село                   | 1904      |
| 26 | Першино          | село                   | 550       |
| 27 | Плюхина          | деревня                | 60        |
| 28 | Покровка         | деревня                | 66        |
| 29 | Пономарева       | деревня                | 275       |
| 30 | Речной           | посёлок                | 287       |
| 31 | Сединкино        | село                   | 231       |
| 32 | Семеново         | село                   | 186       |
| 33 | Сосновка         | село                   | 715       |
| 34 | Старая Заимка    | село                   | 613       |
| 35 | Степной          | посёлок                | 214       |
| 36 | Сунгурово        | село                   | 269       |
| 37 | Тумашово         | село                   | 411       |
| 38 | Тумашовский      | посёлок                | 74        |
| 39 | Уково            | посёлок                | 12        |
| 40 | Урожайный        | посёлок                | 304       |
| 41 | Участок 24 км    | посёлок                | 5         |
| 42 | Центральный      | посёлок                | 358       |
| 43 | Шестаково        | село                   | 386       |
| 44 | Шиликуль         | село                   | 122       |
| 45 | Щучье            | деревня                | 533       |
| 46 | Яковлево         | село                   | 199       |

в 1996 году упразднены посёлки Стекольный и Чащинский, село Хорзово и деревня Возрождение.
В 2006 года деревня Старолыбаева была присоединена  к селу Новолыбаево.
В 2008 года был упразднен поселок Ольховка.